# Pierre Rameau

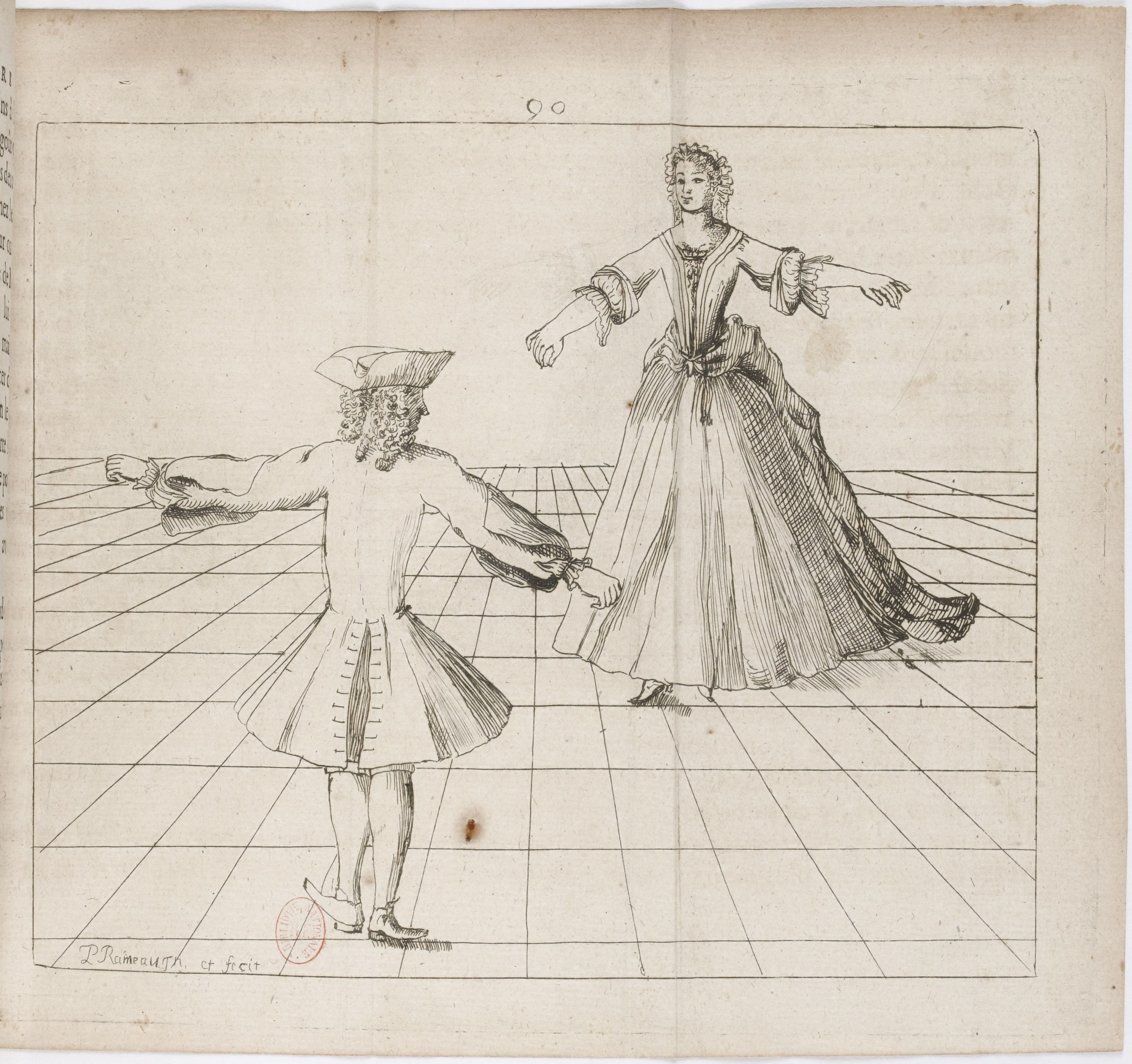
Gravura do condutor dançando

Pierre Rameau (1674 – 26 de janeiro de 1748) foi um bailarino, coreógrafo e escritor da França.
Trabalhou para Elisabetta Farnese e foi autor de dois livros que dão informações valiosas sobre a dança barroca. Le Maître à Danser (1725, Paris) é um manual prático sobre a dança cortesã francesa, e Abbregé de la Nouvelle Methode (c. 1725, Paris) apresenta uma versão modificada da Notação Beauchamp-Feuillet de coreografia, que embora não tenha sido adotada em larga escala, esclareceu muitos pontos obscuros sobre a execução da notação.